# Teodor Konstanty Orzechowski
Teodor Konstanty Orzechowski Biberstein herbu Rogala (zm. 1730) – działacz kalwiński i parlamentarny, prawnik, podstoli lubelski, kasztelan małogoski.

## Rodzina
Był synem Pawła Bogusława (zm. 1694). Miał dwóch braci Jana Karola, chorążego lubelskiego (zm. 1699) i Krzysztofa Władysława. Do Orzechowskich należały Bełżyce wraz z okolicznymi wsiami. Teodor Konstanty Orzechowski był prawnukiem marszałka sejmu elekcyjnego i patrona braci polskich Pawła Orzechowskiego, co można zobrazować następująco:

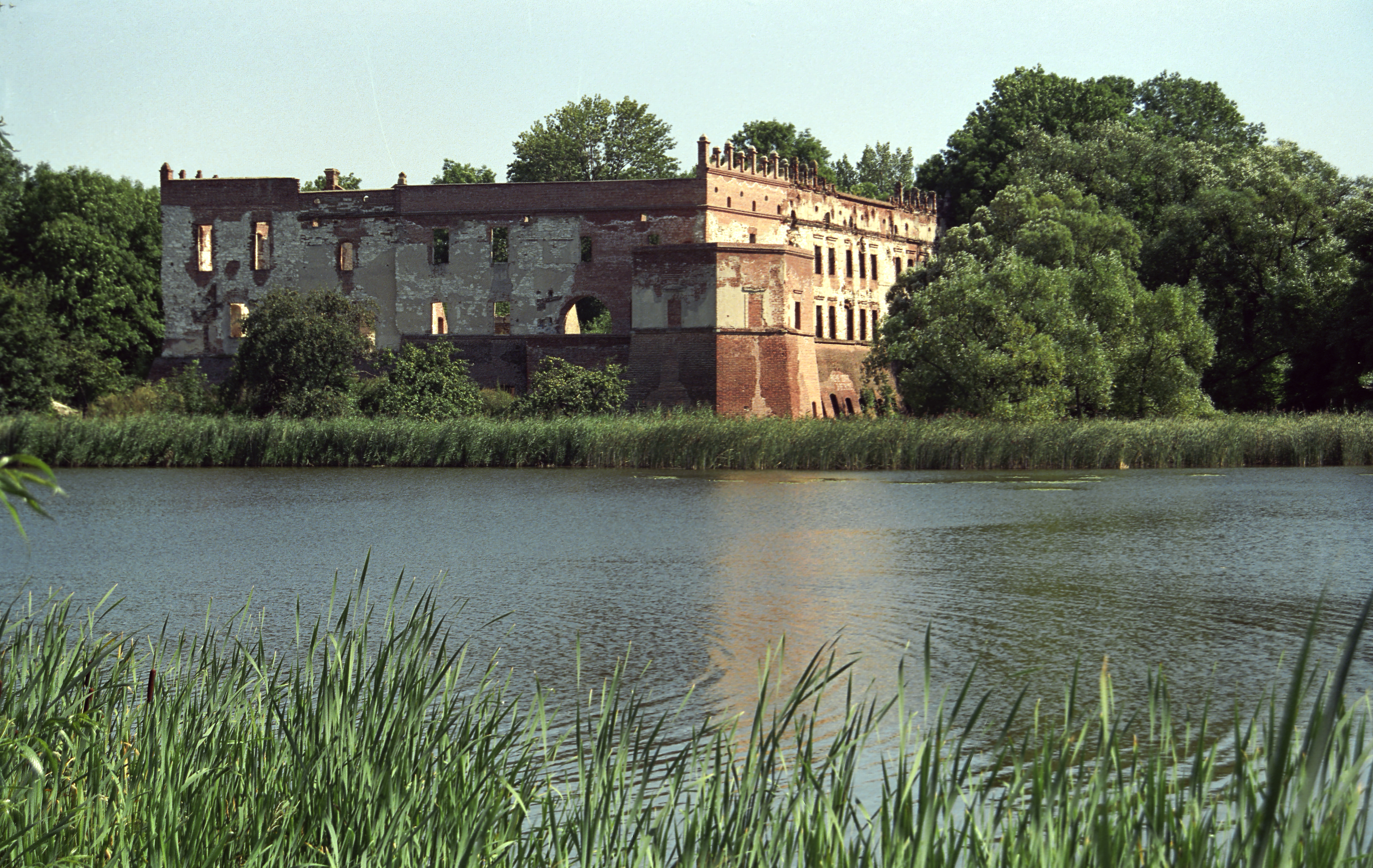
Renesansowy zamek bastionowy w Krupem, własność Orzechowskich do roku 1644

- Jan Orzechowski, kasztelan chełmski, kalwinista, zm. 1567
  - Paweł Orzechowski, ur. ok. 1550, podkomorzy chełmski, starosta suraski, arianin, patron braci polskich, zm. 1612[3]
    - Paweł Orzechowski (młodszy), arianin, kalwin[4], poseł na Sejm, zm. 1632
      - Paweł Bogusław Orzechowski[5], był wielokrotnie posłem lubelskim na sejm, chorąży lubelski, działacz kalwiński, zm. 1694
        - Teodor Konstanty Orzechowski zm. 1730

## Kariera
- 1673 - studiuje na Uniwersytecie Viadrina we Frankfurcie nad Odrą[6]
- 1690 – ożenił się z Marianną z Zielińskich. Ze związku tego urodził się syn Paweł.
- 3 kwietnia 1694 – w wyniku podziału majątku otrzymuje 6 wsi pełnych i 1 częściową położonych wokół Bełżyc, otrzymuje też bibliotekę bełżycką
- 1699 – był deputatem do sądów kapturowych województwa lubelskiego, w roku następnym był elektorem z tegoż województwa,

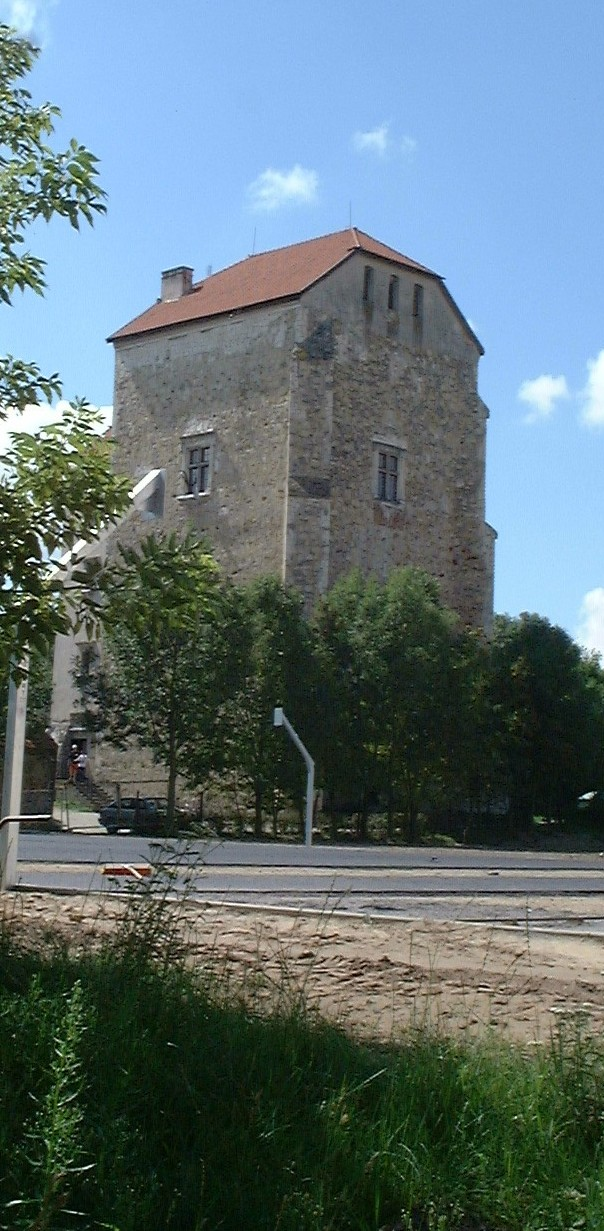
Wieża Ariańska w Wojciechowie (obecnie siedziba jedynego w Polsce Muzeum Kowalstwa)

- w styczniu 1702 roku podpisał akt pacyfikacji Wielkiego Księstwa Litewskiego[7].
- 1701 – jako podstoli lubelski był posłem na sejm 1701/1702[8]
- wraz z Janem Gałęzowskim, pisarzem ziemskim lubelskim wykupił w czasie wojny północnej od Szwedów księgi grodzkie lubelskie i Trybunału Lubelskiego i ulokował je w twierdzy zamojskiej; otrzymał za to nagrodę od sejmu lubelskiego.
- kontynuował tradycje rodu i był protektorem zborów kalwińskich, obwiniany i nękany różnymi pozwami sądowymi,
- ma liczne procesy o dziesięcinę, prowadzi spór majątkowy z Felicjanem Gałęzowskim, który w roku 1713 kupił Bełżyce, spór ten z czasem przekształcił się w konflikt na tle wyznaniowym
- 1725 - jest fundatorem późnobarokowego kościoła drewnianego pw. św. Teodora w Wojciechowie[9], prowadzi korespondencję z franciszkaninem ks. Łapczyńskim, postanawia przejść na katolicyzm,
- 1726 – dekretem trybunalskim zobowiązany zostaje do spalenia swej biblioteki, dekretowi temu się nie podporządkowuje[10],
- 1727 – przechodzi na katolicyzm[11], wcześniej uczynił to jego syn Paweł (1726) i zięć. Przy kalwinizmie pozostają jego żona, córki i synowa, które dalej patronują zborowi kalwińskiemu.
- 15 czerwca 1729 - otrzymuje kasztelanię małogoską,
- umiera w roku 1730, pochowany zostaje w Wojciechowie[12].